# Savez socijalističke omladine Jugoslavije
Savez socijalističke omladine Jugoslavije (SSOJ; slo. Zveza socialistične mladine Jugoslavije, mkd. Сојуз на социјалистичката младина на Југославија) je bio omladinski ogranak Saveza komunista Jugoslavije od 1974. do 1990. godine. 

## Povijest
On je nastao ujedinjenjem Saveza komunističke omladine Jugoslavije (SKOJ) i Ujedinjenog saveza antifašističke omladine Jugoslavije (USAOJ) u organizaciju jugoslavenske omladine - Narodna omladina Jugoslavije (NOJ) (USAOJ je još 1946. promijenio naziv u Narodna omladina, ali je s ujedinjenjem SKOJ-em izmijenjen) prosinca 1948. godine. 1963. godine, ova organizacija je promijenila naziv u Savez omladine Jugoslavije (SOJ; slo. Zveza mladine Jugoslavije, mkd. Сојузот на младината на Југославија), a 1974. godine u Savez socijalističke omladine Jugoslavije. Ova organizacija postojala je sve do 1990. godine, kada se raspala zajedno sa Savezom komunista Jugoslavije. U okviru SSOJ-a je djelovao i Savez pionira Jugoslavije.